# NGC 7318B

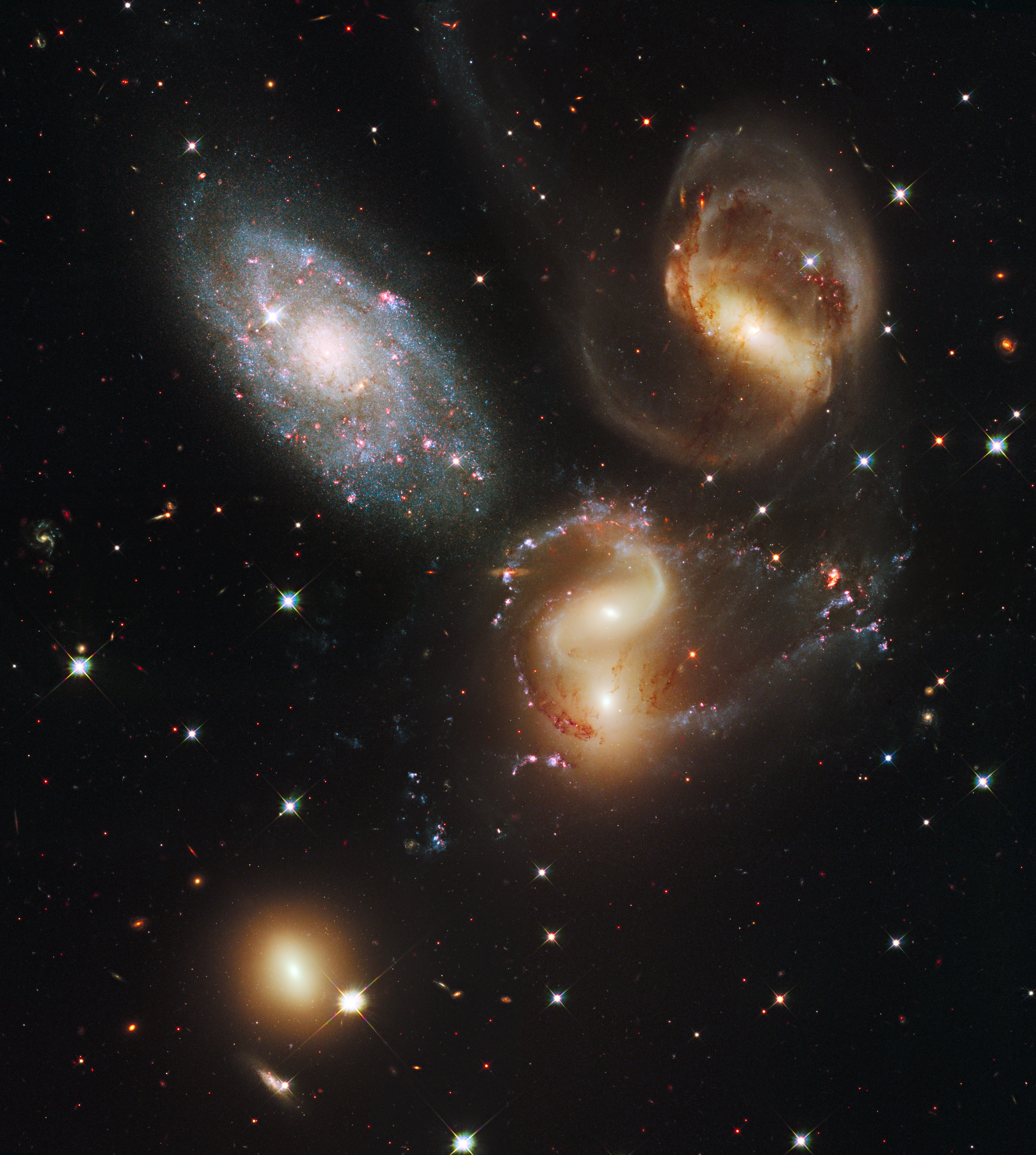
صورة خماسية ستيفان لقطها تلسكوب هابل الفضائي. في أسفل الصورة ترى إن جي سي 7317 ، وإلى يمينها في وسط الصورة إن جي سي 7318 أ، وإلى اعلى إن جي سي 7318 ب. وفي أعلى الصورة إن جي سي 7319 (يمين) و إن جي سي 7320 (يسار).

المجرة إن جي سي 7318 ب (بالإنجليزية: NGC 7318B ) هي مجرة حلزونية ذات حوصلة ضلعية، وترى في اتجاه كوكبة الفرس الأعظم . تبعد إن جي سي 7318 ب  عن الأرض نحو 300 مليون سنة ضوئية . وطبقا لـ الفهرس العام الجديد فهي تنتمي إلى مجموعة مجرات خماسية ستيفان. سميت المجرة القريبة منها إن جي سي 7318 أ.
أكتشفت المجرتين إن جي سي 7318 من العالم الفلكي الفرنسي إدوارد ستيفان في 23 سبتمبر 1876 . وقبل ذلك فلم يراهما أحد من البشر نظرا لبعدهما العميق في الكون (300 مليون سنة ضوئية).

## وصلات خارجية
- Spitzer Space Telescope
- Überschallknall im All
- Hubble Space Telescope
- SEDS
- DSS Images for NGC 7300 through NGC 7399